# Isercie
Isercie (Isertia) je rod rostlin z čeledi mořenovité. Jsou to stromy a keře s jednoduchými listy a nápadnými, bílými, žlutými až červenými trubkovitými květy. Plodem je bobule nebo peckovice. Rod zahrnuje 14 druhů a je rozšířen v Latinské Americe. Isercie mají význam zejména v tradiční medicíně, některé druhy se v tropech pěstují i jako okrasné dřeviny.

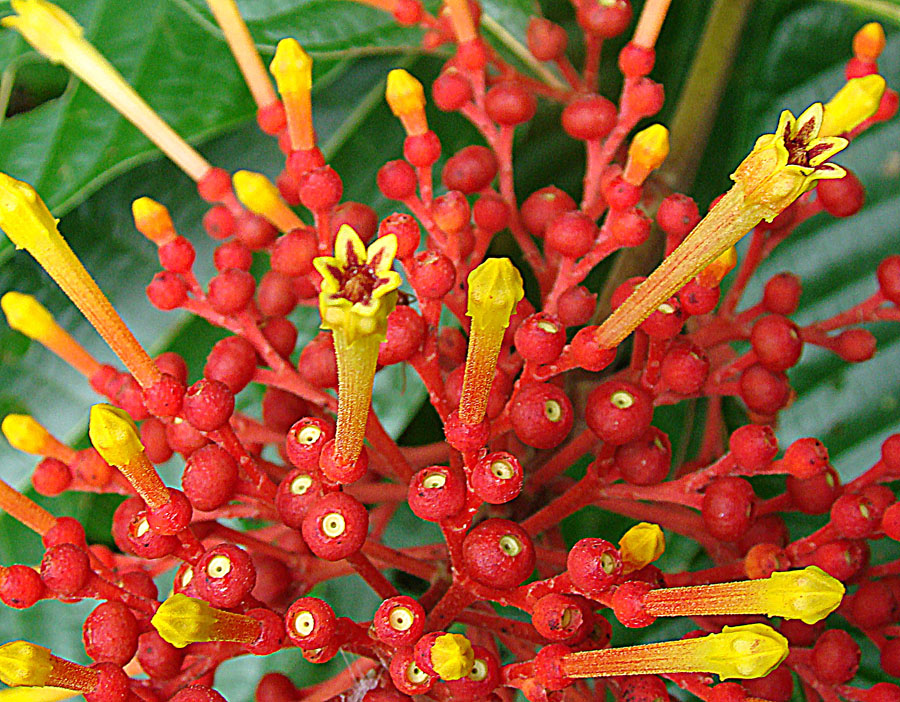
Detail květů Isertia haenkeana

## Popis
Isercie jsou otrněné keře a stromy s jednoduchými listy, dorůstající výšky až 25 metrů (I. pittieri). Listy jsou řapíkaté, vstřícné nebo ve trojčetných přeslenech. Palisty jsou buď intrapetiolární a mělce až hluboce dvoulaločné nebo interpetiolární a téměř volné. Květy jsou velké, vonné, nápadné, ve vrcholových, latovitých nebo hroznovitých květenstvích. Kalich je uťatý nebo zakončený 4 až 6 laloky. Koruna je bílá, žlutá, oranžová nebo červená, trubkovitě nálevkovitá až řepicovitá, zakončená 5 nebo 6 laloky, uvnitř a někdy i na lalocích chlupatá. Tyčinek je 4 až 7 a jsou přirostlé v horní polovině korunní trubky, zanořené nebo vyčnívající. Semeník obsahuje 2 až 6 komůrek s mnoha vajíčky. Plodem je kulovitá, dužnatá bobule nebo peckovice. Plody jsou červené, purpurové nebo černé.

## Rozšíření
Rod isercie zahrnuje 14 druhů. Je rozšířen v Latinské Americe od Střední Ameriky po Bolívii a na některých Karibských ostrovech.
Rostliny typicky rostou v sekundárních a narušených lesích. Vyskytují se v nížinách i v montánních lesích. V Andách vystupují až do nadmořských výšek okolo 1800 metrů.

## Taxonomie
Rod Isertia je v rámci čeledi mořenovité řazen do podčeledi Cinchonoideae a tribu Isertieae. Nejblíže příbuzné rody jsou Ecpoma, Kerianthera, Mycetia a Sabicea.

## Význam
Kůra Isertia hypoleuca je v Latinské Americe používána při léčení malárie, nálev z listů při horečkách. Pěstuje se také jako okrasný keř a vysazuje při zalesňování narušených oblastí. Odvar z listů I. coccinea slouží při ošetřování otoků, kůra ke snižování horečky.